# Журдан, Луи
 Луи Журдан (иногда Журдэн или Журден) (фр. Louis Jourdan; настоящее имя Луи́ Робе́р Жа́ндр (фр. Louis Robert Gendre); 19 июня 1921, Марсель, Буш-дю-Рон, Франция — 14 февраля 2015, Беверли-Хиллз, США) — французский киноактёр, который снимался в фильмах классического Голливуда.

## Биография
Луи Робер Жандр родился 19 июня 1921 года в Марселе в семье владельца отеля Анри Жандра и его жены Ивонн (урожд. Журден), в семье было три сына.
Получил образование во Франции, Великобритании и Турции. Изучал драматическое искусство в École Dramatique (класс Рене Симона).
В 1939 году состоялся кинодебют Журдана в фильме «Корсар». Обладая эффектными внешними данными на протяжении всей карьеры он играл в основном роли романтических красавцев, любовников и соблазнителей. В 1943 году вместе со своим братом Пьером сыграл в фильме «Отец и сын» французского режиссёра Жюльена Дювивье.
Во время Второй мировой войны, когда его отец был арестован Гестапо, Луи и два его брата присоединились к французскому сопротивлению. Также актёр отказался выступать в пропагандистском кино, и фильмы с его участием не демонстрировались.

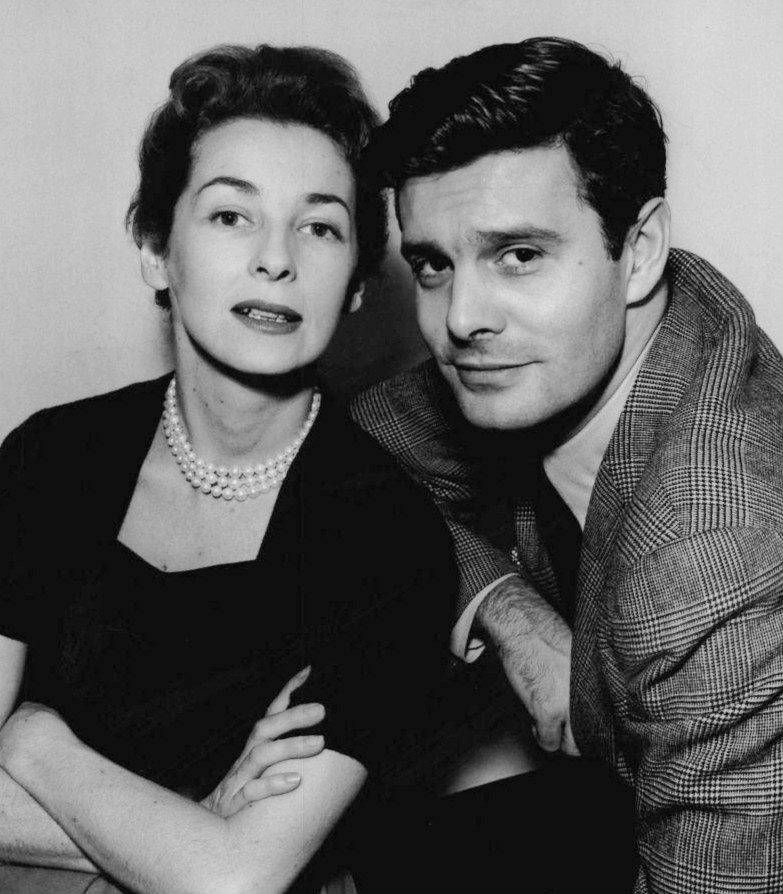
С актрисой Фелисией Монталегр во время постановки пьесы Tonight in Samarkand (январь 1955).

В 1947 году известный американский продюсер Дэвид Селзник пригласил Луи Журдана в Голливуд. Он исполнил ведущую роль в фильме Альфреда Хичкока «Дело Парадайна» (1947). Наиболее широкую известность Журдану принес музыкальный фильм Винсента Миннелли «Жижи» (1958).
В 1961 году исполнил главную роль Эдмона Дантеса в фильме Клода Отан-Лара «Граф Монте-Кристо», а 1975 году сыграл в одноимённом фильме его оппонента Вильфора. После этой роли Журдан зарекомендовал себя в амплуа злодея. В 1977 году он сыграл графа Дракулу в одноимённом фильме компании BBC, а в 1980-е годы создал образы коварного врага Джеймса Бонда — Камаль Хана в фильме «Осьминожка» (1983) и злого гения, доктора Антона Аркейна в дилогии о супергерое «Болотная тварь». В это время Журдан также играл в американских и французских телесериалах (в частности, в сериале «Коломбо»). Актёр продолжал активно работать как в Европе, так и в Голливуде вплоть до начала 1990-х годов. Последней его работой в кино стала роль Филиппа в фильме «Год кометы» (1992).
Луи Журдан имел ряд различных наград и редкую честь иметь сразу две звезды на «Аллее Славы» в Голливуде. 22 июля 2010 года он также был удостоен звания офицера Почетного легиона. Церемония награждения состоялась в Лос-Анджелесе, в присутствии жены актёра и его друзей Кирка Дугласа и Сидни Пуатье.
В последние годы Луи Журдан жил на юге Франции в Виелле и в своем доме на Беверли-Хиллз в Калифорнии, где и скончался 14 февраля 2015 года.

## Личная жизнь
11 марта 1946 года Луи Журдан женился на Берте Фредерик (1921—2014). Их единственный сын Луи-Анри Журдан (род. 6 октября 1951 года) умер от передозировки наркотиков 12 мая 1981 года и был похоронен на кладбище мемориального парка Вествуд-Виллидж, Лос-Анджелес, Калифорния.

## Фильмография

### Кино
| Год  | Название на русском              | Оригинальное название          | Роль                             | Примечания         |
| ---- | -------------------------------- | ------------------------------ | -------------------------------- | ------------------ |
| 1939 | Корсар                           | Le corsaire                    | Джонс                            |                    |
| 1940 | Комедия счастья                  | La comédie du bonheur          | Федор                            |                    |
| 1940 | Вот и счастье                    | Ecco la felicità               | Федор                            |                    |
| 1941 | Первое свидание                  | Premier rendez-vous            | Пьер Ружемон                     |                    |
| 1941 | Парад семи ночей                 | Parade en 7 nuits              | Фредди Ричард                    |                    |
| 1942 | Арлезианка                       | L’arlésienne                   | Фредери                          |                    |
| 1942 | Прекрасное приключение           | La belle aventure              | Андре д’Эгюзон                   |                    |
| 1943 | Отец и сын                       | Untel père et fils             | Кристиан                         | не указан в титрах |
| 1944 | Малышки с набережной цветов      | Les petites du quai aux fleurs | Франсис                          |                    |
| 1944 | Фелиси Нантёй                    | Félicie Nanteuil               | Роберт де Линьи                  |                    |
| 1945 | Жизнь богемы                     | La vie de bohème               | Рудольф                          |                    |
| 1947 | Дело Парадайна                   | The Paradine Case              | Андре Латур                      |                    |
| 1948 | Письмо незнакомки                | Letter from an Unknown Woman   | Стефан Бранд                     |                    |
| 1948 | Нет невинных пороков             | No Minor Vices                 | Октавио Кваглини                 |                    |
| 1949 | Мадам Бовари                     | Madame Bovary                  | Родольф Буланже                  |                    |
| 1951 | —                                | Bird of Paradise               | Андре Лоренс                     |                    |
| 1951 | Анна — королева пиратов          | Anne of the Indies             | капитан Пьер Франсуа Ла Рошель   |                    |
| 1952 | Счастливое время                 | The Happy Time                 | Десмонд Боннар                   |                    |
| 1953 | Ночи Декамерона                  | Decameron Nights               | разные персонажи                 |                    |
| 1953 | Улица Эстрапад                   | Rue de l’Estrapade             | Анри Лоран                       |                    |
| 1954 | Три монеты в фонтане             | Three Coins in the Fountain    | князь Дино ди Чесси              |                    |
| 1956 | Лебедь                           | The Swan                       | доктор Николас Аги               |                    |
| 1956 | Джулия                           | Julie                          | Лайл Бентон                      |                    |
| 1956 | Невеста слишком хороша           | La mariée est trop belle       | Мишель                           |                    |
| 1957 | Любовь после полудня             | Love in the Afternoon          | рассказчик                       | не указан в титрах |
| 1957 | Шалость                          | Escapade                       | Фрэнк Рафаэль                    |                    |
| 1957 | Опасное изгнание                 | Dangerous Exile                | герцог Филипп де Бове            |                    |
| 1958 | Жижи                             | Gigi                           | Гастон Лашалль                   |                    |
| 1959 | Всё самое лучшее                 | The Best of Everything         | Дэвид Сэвидж                     |                    |
| 1960 | Канкан                           | Can-can                        | Филип Форрестье                  |                    |
| 1961 | Амазонки Рима                    | Le vergini di Roma             | Драско                           |                    |
| 1961 | Граф Монте-Кристо                | Le Comte De Monte Cristo       | Эдмон Дантес / граф Монте-Кристо |                    |
| 1962 | Беспорядок                       | Il disordine                   | Том                              |                    |
| 1962 | Левиафан                         | Leviathan                      | Поль Гере                        |                    |
| 1963 | Матиас Шандор                    | Mathias Sandorf                | граф Матиас Шандор               |                    |
| 1963 | Нежная Ирма                      | Irma la Douce                  | рассказчик                       | не указан в титрах |
| 1963 | Очень важные персоны             | The V.I.P.s                    | Марк Чемпселл                    |                    |
| 1966 | Сделано в Париже                 | Made in Paris                  | Марк Фонтейн                     |                    |
| 1966 | Султаны                          | Les Sultans                    | Лоран                            |                    |
| 1967 | Шпионская шкура                  | Peau d’espion                  | Шарль Болье                      |                    |
| 1967 | Сервантес                        | Cervantes                      | кардинал Аккуавива               |                    |
| 1968 | Блоха в её ухе                   | A Flea in Her Ear              | Анри Турнель                     |                    |
| 1975 | —                                | Piange… il telefono            | Альберто Ланди                   |                    |
| 1977 | Граф Дракула                     | Count Dracula                  | Граф Дракула                     |                    |
| 1977 | Серебряные медведи               | Silver Bears                   | принц Джанфранко ди Сиракуза     |                    |
| 1977 | Более нормально, менее нормально | Plus ça va, moins ça va        | Поль Танго                       |                    |
| 1982 | Болотная тварь                   | Swamp Thing                    | доктор Антон Аркейн              |                    |
| 1983 | Осьминожка                       | Octopussy                      | Камаль Хан                       |                    |
| 1983 | —                                | Double Deal                    | Питер Стерлинг                   |                    |
| 1988 | —                                | Escuadrón                      | Кассар                           |                    |
| 1989 | Возвращение болотной твари       | The Return Of Swamp Thing      | доктор Антон Аркейн              |                    |
| 1992 | Год кометы                       | Year of the Comet              | Филипп                           |                    |

### Телевидение
| Год       | Название на русском            | Оригинальное название                  | Роль                           | Примечания                                                      |
| --------- | ------------------------------ | -------------------------------------- | ------------------------------ | --------------------------------------------------------------- |
| 1953      | —                              | A String of Blue Beads                 | Питер                          | короткометражный телефильм                                      |
| 1954      | Роберт Монтгомери представляет | Robert Montgomery Presents             | н/д                            | эпизод: Wages of Fear                                           |
| 1954      | —                              | The Elgin Hour                         | Бен Кори                       | эпизод: Warm Clay                                               |
| 1955      | Первая студия                  | Studio One                             | Марк                           | эпизод: Passage of Arms                                         |
| 1955      | Кульминация                    | Climax!                                | Пьер Мендес-Франс              | эпизод: The Escape of Mendes-France                             |
| 1955      | —                              | Paris Precinct                         | инспектор Бомонт               | телесериал; основная роль                                       |
| 1956      | —                              | Celebrity Playhouse                    | н/д                            | эпизод: Secret of the Bells                                     |
| 1956      | —                              | Chevron Hall of Stars                  | н/д                            | эпизод: Secret of the Bells                                     |
| 1956—1957 | Телевизионный театр Форда      | The Ford Television Theatre            | граф Лупо-Пьетро / Чарльз      | телесериал; 2 эпизода                                           |
| 1958      | Театр «Дженерал Электрик»      | General Electric Theater               | Анджели                        | эпизод: The Falling Angel                                       |
| 1959      | —                              | Kovacs on Music                        | певец                          | телефильм                                                       |
| 1960      | ITV Пьеса недели               | ITV Play of the Week                   | мистер Маннингем               | эпизод: Gaslight                                                |
| 1964      | Величайшее шоу мира            | The Greatest Show on Earth             | Курт фон Хечт                  | эпизод: A Place to Belong                                       |
| 1964      | Театр создателей саспенса      | Kraft Suspense Theatre                 | полковник Бертин               | эпизод: Graffiti                                                |
| 1964      | Боб Хоуп представляет          | Bob Hope Presents the Chrysler Theatre | Филлиппе Дутра / Филлип Тейбор | телесериал; 2 эпизода                                           |
| 1967—1971 | ФБР                            | The F.B.I.                             | разные персонажи               | телесериал; 3 эпизода                                           |
| 1968      | Суть дела                      | The Name of the Game                   | Марио Ломпарди                 | эпизод: Lola in Lipstick                                        |
| 1968      | Умереть в Париже               | To Die in Paris                        | судья Бертин Уэстрекс          | телефильм                                                       |
| 1969      | —                              | Fear No Evil                           | Дэвид Сорелл                   | телефильм                                                       |
| 1969      | —                              | Run a Crooked Mile                     | Ричард Стюарт                  | телефильм                                                       |
| 1970      | —                              | Ritual of Evil                         | Дэвид Сорелл                   | телефильм                                                       |
| 1973      | —                              | The Great American Beauty Contest      | Ральф Дюпри                    | телефильм                                                       |
| 1975      | Граф Монте-Кристо              | The Count of Monte Cristo              | Жерар де Вильфор               | телефильм                                                       |
| 1977      | Человек в железной маске       | The Man in the Iron Mask               | Д’Артаньян                     | телефильм                                                       |
| 1977      | Дракула                        | Count Dracula                          | граф Дракула                   | телефильм                                                       |
| 1978      | Коломбо                        | Columbo                                | Поль Жерар                     | эпизод: Murder Under Glass                                      |
| 1979      | Скуби и Скрэппи-Ду             | Scooby-Doo and Scrappy-Doo             | Медведь-Дьявол / Чак           | мультсериал; эпизод: The Hairy Scare of the Devil Bear; озвучка |
| 1979      | Происшествие на Френч-Атлантик | The French Atlantic Affair             | капитан Шарль Жирод            | мини-сериал; основная роль                                      |
| 1980      | Ангелы Чарли                   | Charlie’s Angels                       | доктор Пол Редмонт             | эпизод: Nips and Tucks                                          |
| 1980—1981 | Вегас                          | Vega$                                  | Николас Рэмбо                  | телесериал; 2 эпизода                                           |
| 1981      | —                              | Aloha Paradise                         | н/д                            | эпизод: Alex and Annie/Honeymoon Blues/Everything Else          |
| 1984      | Отель                          | Hotel                                  | Адам Видок                     | эпизод: Prisms                                                  |
| 1984      | Первая Олимпиада: Афины 1896   | The First Olympics: Athens 1896        | барон Пьер де Кубертен         | мини-сериал; основная роль                                      |
| 1984      | Скрываемый факт                | Cover Up                               | Джордж Лемар                   | эпизод: Pilot                                                   |
| 1986      | Мадам из Беверли-Хиллз         | Beverly Hills Madam                    | Дуглас Корбин                  | телефильм                                                       |
| 1987      | Великое воровство              | Grand Larceny                          | Чарльз Грант                   | телефильм                                                       |